# Cratogeomys neglectus
Espèce

Cratogeomys neglectus est une espèce de Rongeurs de la famille des Géomyidés qui rassemble des gaufres ou rats à poche, c'est-à-dire à abajoues. Décrite pour la première fois en 1902 par un zoologiste américain, Clinton Hart Merriam (1855-1942). Les recherches génétiques du XXIe siècle tendent à inclure cette espèce que l'on croyait distincte dans Cratogeomys fumosus (Hafner et al. 2004) .